# Barrage de la Vesdre
 (août 2021).
Si vous disposez d'ouvrages ou d'articles de référence ou si vous connaissez des sites web de qualité traitant du thème abordé ici, merci de compléter l'article en donnant les références utiles à sa vérifiabilité et en les liant à la section « Notes et références ».
Le barrage de la Vesdre ou lac d'Eupen près d'Eupen est le troisième réservoir d'eau potable de Belgique. Ses eaux viennent du plateau des Hautes Fagnes. Il est alimenté par la Vesdre, la Getz, et via un tunnel d'une longueur de 1,5 km par la Helle.
La construction de l'ouvrage débuta en 1938 et il fut inauguré en 1950 par le représentant du Régent le Prince Charles de Belgique. Il fournit actuellement 55 000 m3 quotidiens d'eau potable aux régions d'Eupen, Spa, et Seraing. Sa capacité est de 25 millions de m³. Les systèmes d'eaux potables sont reliées avec celles du barrage de la Gileppe située à environ dix kilomètres.
Une des raisons de sa construction fut la régulation du débit du cours d'eau qui servait à l'industrie de la région de Verviers.
Ce site est accessible en transports publics au départ de l'arrêt Zur Clouse (bus 385, exclusivement les samedis, dimanches et jours fériés) situé à 3 km de marche du barrage ou par l'arrêt Bellmerin de la ligne 725 Verviers (Gare) - Eupen (Bellmerin) 4 km de marche.

## Données techniques
- Superficie max. du lac:  126 ha
- Contenance               25 millions de m³

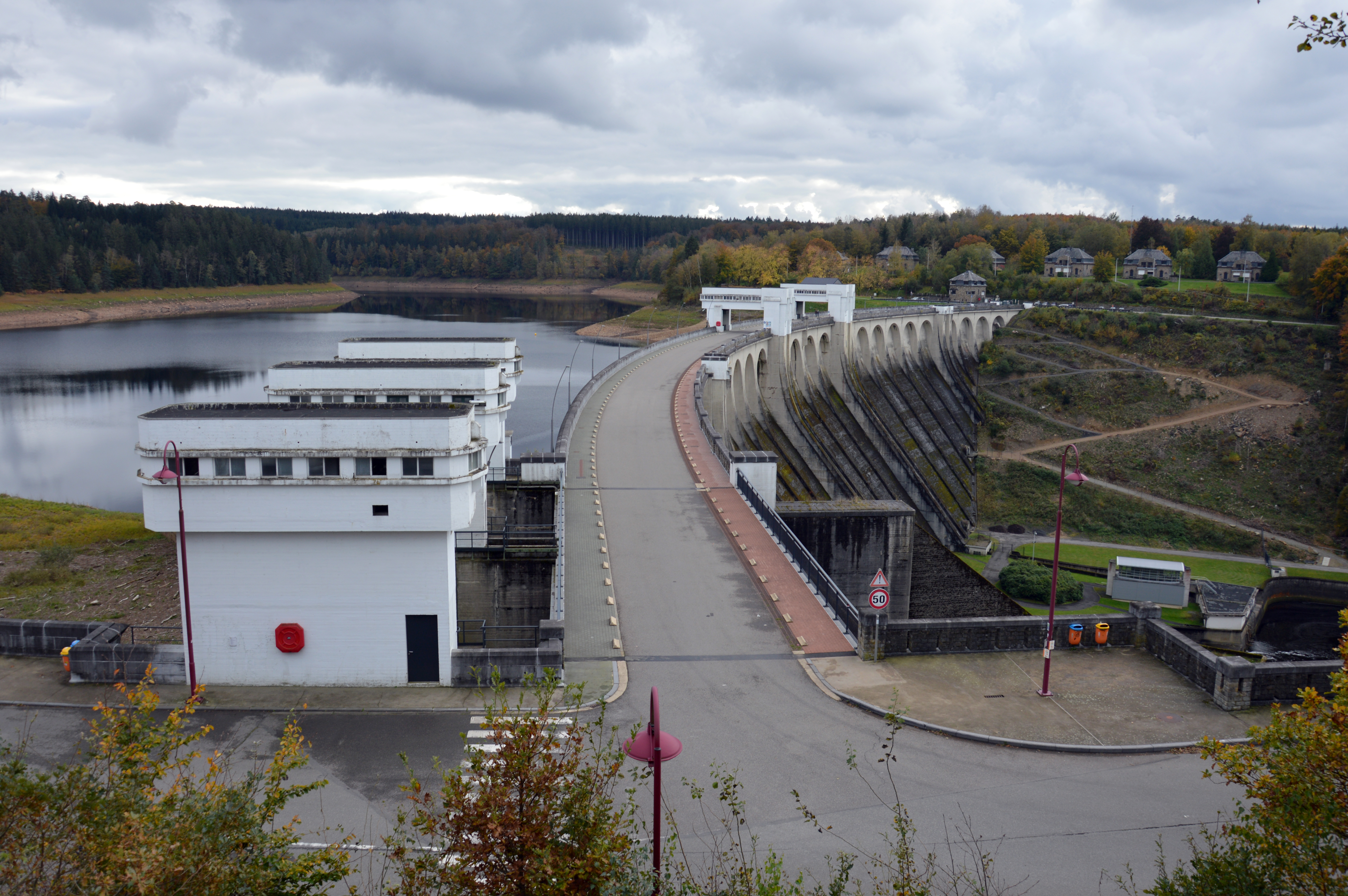
Vue générale, 2021.

- Ressources               10 595 ha
- Hauteur du mur           66 m
- Longueur du mur          410 m
- Alt. max du niveau d'eau 361 m